# Lista de parlamentares de Pernambuco
Relacionamos a seguir a composição da bancada de Pernambuco no Congresso Nacional após o fim do Estado Novo em 1945 conforme os arquivos do Senado Federal, Câmara dos Deputados e Tribunal Superior Eleitoral, ressalvando que mandatos exercidos via suplência serão citados apenas mediante morte, impedimento ou renúncia dos titulares ou nas hipóteses previstas no Art. 56 – I da Constituição.

## Organização das listas
Na confecção das tabelas a seguir foi observada a grafia do nome parlamentar adotado por cada um dos representantes do estado no Congresso Nacional, e quanto à ordem dos parlamentares foi observado o critério do número de mandatos e caso estes coincidam será observado o primeiro ano em que cada parlamentar foi eleito e, havendo nova coincidência, usa-se a ordem alfabética.

## Relação dos senadores eleitos
| Senadores eleitos       | Naturalidade                | Mandatos | Ano da eleição   | Notas                 | Referências       |
| ----------------------- | --------------------------- | -------- | ---------------- | --------------------- | ----------------- |
| Marco Maciel            | Recife, PE                  | 03       | 1982, 1990, 2002 | [ nota 2 ]            | [ 5 ] [ 6 ]       |
| Novais Filho            | Cabo de Santo Agostinho, PE | 02       | 1945, 1954       |                       |                   |
| Apolônio Sales          | Altinho, PE                 | 02       | 1947, 1950       |                       |                   |
| Jarbas Vasconcelos      | Vicência, PE                | 02       | 2006, 2018       | [ nota 3 ]            | [ 7 ] [ 8 ] [ 9 ] |
| Humberto Costa          | Campinas, SP                | 02       | 2010, 2018       |                       | [ 10 ] [ 7 ]      |
| Etelvino Lins           | Sertânia, PE                | 01       | 1945             | [ nota 4 ]            |                   |
| Jarbas Maranhão         | Nazaré da Mata, PE          | 01       | 1954             |                       |                   |
| Barros Carvalho         | Palmares, PE                | 01       | 1958             |                       |                   |
| José Ermírio de Moraes  | Nazaré da Mata, PE          | 01       | 1962             |                       |                   |
| Pessoa de Queiroz       | Umbuzeiro, PB               | 01       | 1962             |                       |                   |
| João Cleofas            | Vitória de Santo Antão, PE  | 01       | 1966             |                       |                   |
| Paulo Guerra            | Nazaré da Mata, PE          | 01       | 1970             | [ nota 5 ]            |                   |
| Wilson Campos           | Brejo da Madre de Deus, PE  | 01       | 1970             | [ nota 6 ]            | [ 11 ] [ 12 ]     |
| Marcos Freire           | Recife, PE                  | 01       | 1974             |                       |                   |
| Aderbal Jurema          | João Pessoa, PB             | 01       | 1978             | [ nota 7 ] [ nota 8 ] |                   |
| Nilo Coelho             | Petrolina, PE               | 01       | 1978             | [ nota 9 ]            |                   |
| Antônio Farias          | Surubim, PE                 | 01       | 1986             | [ nota 10 ]           | [ 13 ] [ 14 ]     |
| Mansueto de Lavor       | Barbalha, CE                | 01       | 1986             |                       |                   |
| Carlos Wilson           | Recife, PE                  | 01       | 1994             | [ nota 11 ]           | [ 15 ]            |
| Roberto Freire          | Recife, PE                  | 01       | 1994             | [ nota 12 ]           |                   |
| José Jorge              | Recife, PE                  | 01       | 1998             |                       |                   |
| Sérgio Guerra           | Recife, PE                  | 01       | 2002             |                       | [ 16 ]            |
| Armando Monteiro        | Recife, PE                  | 01       | 2010             |                       | [ 10 ]            |
| Fernando Bezerra Coelho | Petrolina, PE               | 01       | 2014             |                       | [ 17 ]            |
| Teresa Leitão           | Recife, PE                  | 01       | 2022             |                       | [ 18 ]            |
| Fontes:                 |                             |          |                  |                       |                   |

## Relação dos deputados federais eleitos
| Deputados federais eleitos | Naturalidade                 | Mandatos | Ano da eleição                                             | Notas                   | Referências          |
| -------------------------- | ---------------------------- | -------- | ---------------------------------------------------------- | ----------------------- | -------------------- |
| Inocêncio Oliveira         | Serra Talhada, PE            | 10       | 1974, 1978, 1982, 1986, 1990, 1994, 1998, 2002, 2006, 2010 |                         |                      |
| Osvaldo Coelho             | Juazeiro, BA                 | 08       | 1966, 1978, 1982, 1986, 1990, 1994, 1998, 2002             |                         | [ 19 ]               |
| Ricardo Fiúza              | Fortaleza, CE                | 08       | 1970, 1974, 1978, 1982, 1986, 1990, 1998, 2002             | [ nota 13 ]             |                      |
| Gonzaga Patriota           | Sertânia, PE                 | 08       | 1986, 1994, 1998, 2002, 2006, 2010, 2014, 2018             |                         | [ 20 ]               |
| José Mendonça Bezerra      | Belo Jardim, PE              | 07       | 1982, 1986, 1990, 1994, 1998, 2002, 2006                   |                         |                      |
| Arruda Câmara              | Afogados da Ingazeira, PE    | 06       | 1945, 1950, 1954, 1958, 1962, 1966                         | [ nota 14 ]             |                      |
| Fernando Lyra              | Recife, PE                   | 06       | 1970, 1974, 1978, 1982, 1986, 1994                         | [ nota 15 ]             | [ 21 ]               |
| Aderbal Jurema             | João Pessoa, PB              | 05       | 1958, 1962, 1966, 1970, 1974                               |                         |                      |
| Osvaldo Lima Filho         | Cabo de Santo Agostinho, PE  | 05       | 1954, 1958, 1962, 1966, 1982                               | [ nota 16 ]             | [ 22 ]               |
| Geraldo Guedes             | Caruaru, PE                  | 05       | 1958, 1966, 1970, 1974, 1978                               |                         |                      |
| Josias Leite               | São José do Egito, PE        | 05       | 1966, 1970, 1974, 1978, 1982                               |                         |                      |
| Thales Ramalho             | João Pessoa, PB              | 05       | 1966, 1970, 1974, 1978, 1982                               | [ nota 17 ]             | [ 23 ]               |
| Nilson Gibson              | Recife, PE                   | 05       | 1978, 1982, 1986, 1990, 1994                               |                         | [ 24 ]               |
| Pedro Corrêa               | Rio de Janeiro, RJ           | 05       | 1978, 1982, 1990, 1994, 2002                               | [ nota 18 ]             | [ 25 ]               |
| Roberto Freire             | Recife, PE                   | 05       | 1978, 1982, 1986, 1990, 2002                               | [ nota 12 ]             |                      |
| José Múcio Monteiro        | Recife, PE                   | 05       | 1990, 1994, 1998, 2002, 2006                               | [ nota 19 ]             |                      |
| Renildo Calheiros          | Murici, AL                   | 05       | 1990, 2002, 2006, 2018, 2022                               | [ nota 20 ]             |                      |
| Fernando Ferro             | Bom Conselho, PE             | 05       | 1994, 1998, 2002, 2006, 2010                               |                         |                      |
| José Chaves                | Recife, PE                   | 05       | 1994, 1998, 2002, 2006, 2010                               |                         |                      |
| Wolney Queiroz             | Caruaru, PE                  | 05       | 1994, 2006, 2010, 2014, 2018                               |                         |                      |
| André de Paula             | Recife, PE                   | 05       | 1998, 2002, 2006, 2014, 2018                               |                         |                      |
| Eduardo da Fonte           | Recife, PE                   | 05       | 2006, 2010, 2014, 2018, 2022                               |                         |                      |
| Fernando Coelho Filho      | Recife, PE                   | 05       | 2006, 2010, 2014, 2018, 2022                               |                         |                      |
| Alde Sampaio               | Catende, PE                  | 04       | 1945, 1950, 1958, 1962                                     |                         |                      |
| João Cleofas               | Vitória de Santo Antão, PE   | 04       | 1945, 1950, 1958, 1965                                     | [ nota 21 ]             |                      |
| Heráclio Rego              | Limoeiro, PE                 | 04       | 1950, 1954, 1962, 1966                                     |                         |                      |
| Nilo Coelho                | Petrolina, PE                | 04       | 1950, 1954, 1958, 1962                                     |                         |                      |
| Adelmar Carvalho           | Olinda, PE                   | 04       | 1954, 1958, 1962, 1966                                     | [ nota 22 ]             | [ 26 ]               |
| Estácio Souto Maior        | Bom Jardim, PE               | 04       | 1954, 1958, 1962, 1966                                     | [ nota 23 ] [ nota 24 ] | [ 27 ]               |
| Gonzaga Vasconcelos        | Surubim, PE                  | 04       | 1970, 1974, 1978, 1982                                     |                         | [ 28 ]               |
| Carlos Wilson              | Recife, PE                   | 04       | 1974, 1978, 1982, 2006                                     | [ nota 25 ]             | [ 29 ] [ 30 ]        |
| José Carlos Vasconcelos    | Recife, PE                   | 04       | 1978, 1982, 1986, 1990                                     |                         |                      |
| José Jorge                 | Recife, PE                   | 04       | 1982, 1986, 1990, 1994                                     |                         |                      |
| Salatiel Carvalho          | Bacabal, MA                  | 04       | 1986, 1990, 1994, 1998                                     |                         |                      |
| Luiz Piauhylino            | Recife, PE                   | 04       | 1990, 1994, 1998, 2002                                     |                         |                      |
| Roberto Magalhães          | Canguaretama, RN             | 04       | 1990, 1994, 2002, 2006                                     | [ nota 26 ]             |                      |
| Sérgio Guerra              | Recife, PE                   | 04       | 1990, 1994, 1998, 2010                                     | [ nota 27 ]             | [ 16 ]               |
| Mendonça Filho             | Recife, PE                   | 04       | 1994, 2010, 2014, 2022                                     |                         |                      |
| Carlos Eduardo Cadoca      | Recife, PE                   | 04       | 1998, 2002, 2006, 2010                                     |                         | [ 31 ]               |
| Eurico da Silva            | Presidente Prudente, SP      | 04       | 2010, 2014, 2018, 2022                                     |                         |                      |
| Oscar Carneiro             | Paudalho, PE                 | 03       | 1945, 1950, 1954                                           |                         |                      |
| Ulisses Lins               | Sertânia, PE                 | 03       | 1945, 1950, 1954                                           |                         |                      |
| Magalhães Melo             | Recife, PE                   | 03       | 1950, 1954, 1962                                           |                         |                      |
| Dias Lins                  | Recife, PE                   | 03       | 1954, 1958, 1962                                           |                         |                      |
| Ney Maranhão               | Jaboatão dos Guararapes, PE  | 03       | 1954, 1962, 1966                                           | [ nota 22 ]             | [ 13 ] [ 32 ] [ 26 ] |
| Milvernes Lima             | Curaçá, BA                   | 03       | 1958, 1962, 1966                                           |                         |                      |
| Carlos Alberto Oliveira    | Limoeiro, PE                 | 03       | 1966, 1970, 1974                                           |                         |                      |
| Airon Rios                 | Recife, PE                   | 03       | 1970, 1974, 1978                                           |                         | [ 33 ]               |
| Joaquim Coutinho           | Nazaré da Mata, PE           | 03       | 1970, 1974, 1978                                           | [ nota 28 ]             |                      |
| Jarbas Vasconcelos         | Vicência, PE                 | 03       | 1974, 1982, 2014                                           | [ nota 29 ]             |                      |
| Sérgio Murilo              | Carpina, PE                  | 03       | 1974, 1978, 1982                                           |                         |                      |
| Cristina Tavares           | Garanhuns, PE                | 03       | 1978, 1982, 1986                                           |                         |                      |
| Miguel Arraes              | Araripe, CE                  | 03       | 1982, 1990, 2002                                           | [ nota 30 ] [ nota 31 ] |                      |
| Joaquim Francisco          | Recife, PE                   | 03       | 1986, 1998, 2002                                           | [ nota 32 ]             | [ 34 ]               |
| Tony Gel                   | Recife, PE                   | 03       | 1990, 1994, 1998                                           |                         |                      |
| Wilson Campos              | Brejo da Madre de Deus, PE   | 03       | 1986, 1990, 1994                                           |                         |                      |
| Eduardo Campos             | Recife, PE                   | 03       | 1994, 1998, 2002                                           | [ nota 33 ]             | [ 35 ]               |
| Severino Cavalcanti        | João Alfredo, PE             | 03       | 1994, 1998, 2002                                           | [ nota 34 ]             | [ 36 ]               |
| Armando Monteiro           | Recife, PE                   | 03       | 1998, 2002, 2006                                           |                         |                      |
| Luciano Bivar              | Recife, PE                   | 03       | 1998, 2018, 2022                                           |                         |                      |
| Pedro Eugênio              | Recife, PE                   | 03       | 1998, 2006, 2010                                           |                         | [ 37 ]               |
| Maurício Rands             | Recife, PE                   | 03       | 2002, 2006, 2010                                           | [ nota 35 ]             |                      |
| Bruno Araújo               | Recife, PE                   | 03       | 2006, 2010, 2014                                           |                         |                      |
| Raul Henry                 | Recife, PE                   | 03       | 2006, 2010, 2018                                           |                         |                      |
| Augusto Coutinho           | Recife, PE                   | 03       | 2010, 2018, 2022                                           |                         |                      |
| Danilo Cabral              | Surubim, PE                  | 03       | 2010, 2014, 2018                                           |                         |                      |
| Felipe Carreras            | Recife, PE                   | 03       | 2014, 2018, 2022                                           |                         |                      |
| Barbosa Lima Sobrinho      | Recife, PE                   | 02       | 1945, 1958                                                 | [ nota 36 ]             |                      |
| Jarbas Maranhão            | Nazaré da Mata, PE           | 02       | 1945, 1950                                                 |                         |                      |
| João Ferreira Lima         | Nazaré da Mata, PE           | 02       | 1945, 1950                                                 |                         |                      |
| Lima Cavalcanti            | Amaraji, PE                  | 02       | 1945, 1950                                                 |                         |                      |
| Paulo Guerra               | Nazaré da Mata, PE           | 02       | 1945, 1950                                                 |                         |                      |
| Barros Carvalho            | Palmares, PE                 | 02       | 1950, 1954                                                 |                         |                      |
| João Roma                  | Olinda, PE                   | 02       | 1950, 1966                                                 |                         |                      |
| José de Pontes Vieira      | Caruaru, PE                  | 02       | 1950, 1954                                                 |                         |                      |
| Armando Monteiro Filho     | Recife, PE                   | 02       | 1954, 1958                                                 | [ nota 37 ]             | [ 38 ]               |
| José Lopes                 | Ribeirão, PE                 | 02       | 1954, 1958                                                 |                         |                      |
| Josué de Castro            | Recife, PE                   | 02       | 1954, 1958                                                 |                         |                      |
| Moury Fernandes            | Recife, PE                   | 02       | 1954, 1966                                                 | [ nota 22 ]             | [ 26 ]               |
| Etelvino Lins              | Sertânia, PE                 | 02       | 1958, 1970                                                 |                         |                      |
| Lamartine Távora           | Orobó, PE                    | 02       | 1958, 1962                                                 | [ nota 38 ]             | [ 39 ]               |
| Augusto Novaes             | Escada, PE                   | 02       | 1962, 1966                                                 |                         |                      |
| Aurino Valois              | Vitória de Santo Antão, PE   | 02       | 1962, 1966                                                 |                         |                      |
| Costa Cavalcanti           | Fortaleza, CE                | 02       | 1962, 1966                                                 |                         |                      |
| José Carlos Guerra         | Recife, PE                   | 02       | 1962, 1966                                                 | [ nota 39 ]             | [ 40 ]               |
| Tabosa de Almeida          | Caruaru, PE                  | 02       | 1962, 1966                                                 |                         |                      |
| Augusto Lucena             | Guarabira, PB                | 02       | 1970, 1978                                                 |                         |                      |
| Lins e Silva               | Recife, PE                   | 02       | 1970, 1974                                                 |                         |                      |
| Marco Maciel               | Recife, PE                   | 02       | 1970, 1974                                                 |                         | [ 5 ]                |
| Fernando Coelho            | Campina Grande, PB           | 02       | 1974, 1978                                                 |                         | [ 41 ]               |
| Joaquim Guerra             | Recife, PE                   | 02       | 1974, 1978                                                 |                         |                      |
| João Carlos de Carli       | Rio de Janeiro, RJ           | 02       | 1978, 1982                                                 |                         |                      |
| Egídio Ferreira Lima       | Timbaúba, PE                 | 02       | 1982, 1986                                                 |                         | [ 42 ]               |
| Geraldo Melo               | Jaboatão dos Guararapes, PE  | 02       | 1982, 1986                                                 | [ nota 32 ]             |                      |
| José Moura                 | Recife, PE                   | 02       | 1982, 1986                                                 |                         |                      |
| Fernando Bezerra Coelho    | Petrolina, PE                | 02       | 1986, 1990                                                 | [ nota 40 ]             |                      |
| Gilson Machado             | Recife, PE                   | 02       | 1986, 1990                                                 |                         | [ 43 ]               |
| Maurílio Ferreira Lima     | Limoeiro, PE                 | 02       | 1986, 1990                                                 | [ nota 39 ]             | [ 40 ] [ 44 ]        |
| João Colaço                | Recife, PE                   | 02       | 1994, 1998                                                 |                         |                      |
| Marcos de Jesus            | Recife, PE                   | 02       | 1998, 2002                                                 |                         |                      |
| Paulo Rubem Santiago       | Rio de Janeiro, RJ           | 02       | 2002, 2006                                                 |                         |                      |
| Raul Jungmann              | Recife, PE                   | 02       | 2002, 2006                                                 |                         |                      |
| Ana Arraes                 | Recife, PE                   | 02       | 2006, 2010                                                 | [ nota 41 ]             | [ 45 ]               |
| Anderson Ferreira          | Recife, PE                   | 02       | 2010, 2014                                                 | [ nota 42 ]             |                      |
| Jorge Côrte Real           | Salvador, BA                 | 02       | 2010, 2014                                                 |                         |                      |
| Luciana Santos             | Recife, PE                   | 02       | 2010, 2014                                                 |                         |                      |
| Silvio Costa               | Rio Formoso, PE              | 02       | 2010, 2014                                                 |                         |                      |
| Daniel Coelho              | Recife, PE                   | 02       | 2014, 2018                                                 |                         |                      |
| Ricardo Teobaldo           | Limoeiro, PE                 | 02       | 2014, 2018                                                 |                         |                      |
| Sebastião Oliveira         | Recife, PE                   | 02       | 2014, 2018                                                 |                         |                      |
| Tadeu Alencar              | Juazeiro do Norte, CE        | 02       | 2014, 2018                                                 |                         |                      |
| André Ferreira             | Recife, PE                   | 02       | 2018, 2022                                                 |                         |                      |
| Carlos Veras               | Tabira, PE                   | 02       | 2018, 2022                                                 |                         |                      |
| Fernando Monteiro          | Recife, PE                   | 02       | 2018, 2022                                                 |                         |                      |
| Fernando Rodolfo           | Garanhuns, PE                | 02       | 2018, 2022                                                 |                         |                      |
| Sílvio Costa Filho         | Recife, PE                   | 02       | 2018, 2022                                                 |                         |                      |
| Túlio Gadêlha              | Recife, PE                   | 02       | 2018, 2022                                                 |                         |                      |
| Agamenon Magalhães         | Serra Talhada, PE            | 01       | 1945                                                       |                         |                      |
| Agostinho Oliveira         | [ nota 43 ]                  | 01       | 1945                                                       | [ nota 44 ]             | [ 46 ] [ 47 ] [ 48 ] |
| Alcedo Coutinho            | Nazaré da Mata, PE           | 01       | 1945                                                       | [ nota 44 ]             | [ 46 ] [ 47 ] [ 48 ] |
| Costa Porto                | Canhotinho, PE               | 01       | 1945                                                       |                         |                      |
| Gercino Pontes             | Caruaru, PE                  | 01       | 1945                                                       |                         |                      |
| Gilberto Freyre            | Recife, PE                   | 01       | 1945                                                       |                         |                      |
| Gregório Bezerra           | Panelas, PE                  | 01       | 1945                                                       | [ nota 44 ]             | [ 46 ] [ 47 ] [ 48 ] |
| Osvaldo Lima               | Igarassu, PE                 | 01       | 1945                                                       |                         |                      |
| Sousa Leão                 | Vicência, PE                 | 01       | 1945                                                       |                         |                      |
| Neto Campelo               | Recife, PE                   | 01       | 1950                                                       |                         |                      |
| Otávio Correia de Araújo   | Cabaceiras, PB               | 01       | 1950                                                       |                         |                      |
| Pedro de Souza             | São José do Egito, PE        | 01       | 1950                                                       |                         |                      |
| Severino Mariz             | [ nota 43 ]                  | 01       | 1950                                                       |                         |                      |
| Amaury Pedrosa             | Recife, PE                   | 01       | 1954                                                       |                         |                      |
| Antônio Pereira            | Recife, PE                   | 01       | 1954                                                       |                         |                      |
| Genésio Guerra             | Umbuzeiro, PB                | 01       | 1954                                                       |                         |                      |
| José Maciel                | Pesqueira, PE                | 01       | 1954                                                       |                         |                      |
| Paulo Germano              | Recife, PE                   | 01       | 1954                                                       |                         |                      |
| Andrade Lima Filho         | Goiana, PE                   | 01       | 1958                                                       |                         |                      |
| Bezerra Leite              | Bonito, PE                   | 01       | 1958                                                       |                         |                      |
| Clélio Lemos               | Recife, PE                   | 01       | 1958                                                       |                         |                      |
| Gileno de Carli            | Recife, PE                   | 01       | 1958                                                       |                         |                      |
| Petronilo Santa Cruz       | Recife, PE                   | 01       | 1958                                                       |                         |                      |
| Artur de Lima Cavalcanti   | Recife, PE                   | 01       | 1962                                                       |                         | [ 39 ]               |
| Clodomir Leite             | Vitória de Santo Antão, PE   | 01       | 1962                                                       |                         |                      |
| Costa Rego                 | Recife, PE                   | 01       | 1962                                                       |                         | [ 39 ]               |
| Francisco Julião           | Bom Jardim, PE               | 01       | 1962                                                       | [ nota 45 ]             | [ 39 ]               |
| José Meira                 | Recife, PE                   | 01       | 1962                                                       |                         |                      |
| Waldemar Alves             | Recife, PE                   | 01       | 1962                                                       |                         | [ 39 ]               |
| Antônio Neves              | Itambé, PE                   | 01       | 1966                                                       |                         |                      |
| Cid Sampaio                | Recife, PE                   | 01       | 1966                                                       |                         | [ 49 ]               |
| João Lyra Filho            | Lagoa dos Gatos, PE          | 01       | 1966                                                       |                         |                      |
| Paulo Maciel               | Recife, PE                   | 01       | 1966                                                       |                         |                      |
| Marcos Freire              | Recife, PE                   | 01       | 1970                                                       |                         |                      |
| Marcus Cunha               | Bezerros, PE                 | 01       | 1978                                                       |                         |                      |
| Antônio Farias             | Surubim, PE                  | 01       | 1982                                                       |                         |                      |
| Arnaldo Maciel             | Belo Jardim, PE              | 01       | 1982                                                       |                         | [ 50 ]               |
| Mansueto de Lavor          | Barbalha, CE                 | 01       | 1982                                                       |                         |                      |
| Harlan Gadelha             | Goiana, PE                   | 01       | 1986                                                       |                         |                      |
| José Tinoco                | Recife, PE                   | 01       | 1986                                                       |                         |                      |
| Luís Freire                | Recife, PE                   | 01       | 1986                                                       | [ nota 32 ]             |                      |
| Marcos Queiroz             | Recife, PE                   | 01       | 1986                                                       |                         |                      |
| Paulo Marques              | Carpina, PE                  | 01       | 1986                                                       |                         |                      |
| Álvaro Ribeiro             | Recife, PE                   | 01       | 1990                                                       |                         |                      |
| Gustavo Krause             | Vitória de Santo Antão, PE   | 01       | 1990                                                       |                         |                      |
| Maviael Cavalcanti         | Macaparana, PE               | 01       | 1990                                                       |                         |                      |
| Roberto Franca             | Recife, PE                   | 01       | 1990                                                       |                         |                      |
| Humberto Costa             | Campinas, SP                 | 01       | 1994                                                       |                         |                      |
| Roberto Fontes             | Caruaru, PE                  | 01       | 1994                                                       |                         | [ 51 ]               |
| Vicente André Gomes        | Recife, PE                   | 01       | 1994                                                       |                         | [ 52 ]               |
| Carlos Batata              | Garanhuns, PE                | 01       | 1998                                                       |                         |                      |
| Clementino Coelho          | Recife, PE                   | 01       | 1998                                                       |                         |                      |
| Djalma Paes                | Glória do Goitá, PE          | 01       | 1998                                                       |                         |                      |
| Pastor Olímpio             | São Bento do Norte, RN       | 01       | 2002                                                       |                         |                      |
| Bruno Rodrigues            | Recife, PE                   | 01       | 2006                                                       |                         |                      |
| Edgar Moury                | Recife, PE                   | 01       | 2006                                                       |                         |                      |
| Marcos Antônio             | São Lourenço da Mata, PE     | 01       | 2006                                                       |                         |                      |
| João Paulo Lima e Silva    | Olinda, PE                   | 01       | 2010                                                       |                         |                      |
| José Augusto Maia          | Santa Cruz do Capibaribe, PE | 01       | 2010                                                       |                         |                      |
| Roberto Teixeira           | Recife, PE                   | 01       | 2010                                                       |                         |                      |
| Adalberto Cavalcanti       | Juazeiro, BA                 | 01       | 2014                                                       |                         |                      |
| Betinho Gomes              | Cabo de Santo Agostinho, PE  | 01       | 2014                                                       |                         |                      |
| João Fernando Coutinho     | Jaboatão dos Guararapes, PE  | 01       | 2014                                                       |                         |                      |
| Kaio Maniçoba              | Recife, PE                   | 01       | 2014                                                       |                         |                      |
| Marinaldo Rosendo          | Recife, PE                   | 01       | 2014                                                       |                         |                      |
| Zeca Cavalcanti            | Arcoverde, PE                | 01       | 2014                                                       |                         |                      |
| João Campos                | Recife, PE                   | 01       | 2018                                                       | [ nota 46 ]             | [ 53 ] [ 54 ]        |
| Marília Arraes             | Recife, PE                   | 01       | 2018                                                       |                         |                      |
| Ossesio Silva              | Rio de Janeiro, RJ           | 01       | 2018                                                       |                         |                      |
| Clarissa Tércio            | Recife, PE                   | 01       | 2022                                                       |                         |                      |
| Clodoaldo Magalhães        | Palmares, PE                 | 01       | 2022                                                       |                         |                      |
| Coronel Meira              | Recife, PE                   | 01       | 2022                                                       |                         |                      |
| Eriberto Medeiros          | Recife, PE                   | 01       | 2022                                                       |                         |                      |
| Guilherme Uchoa Júnior     | Paulista, PE                 | 01       | 2022                                                       |                         |                      |
| Iza Arruda                 | Vitória de Santo Antão, PE   | 01       | 2022                                                       |                         |                      |
| Lucas Ramos                | Recife, PE                   | 01       | 2022                                                       |                         |                      |
| Lula da Fonte              | Recife, PE                   | 01       | 2022                                                       |                         |                      |
| Maria Arraes               | Recife, PE                   | 01       | 2022                                                       |                         |                      |
| Pedro Campos               | Recife, PE                   | 01       | 2022                                                       |                         |                      |
| Waldemar Oliveira          | Recife, PE                   | 01       | 2022                                                       |                         |                      |
| Fontes:                    |                              |          |                                                            |                         |                      |

## Mandatos nas duas casas
Foram eleitos alternadamente para mandatos de senador e deputado federal por Pernambuco os seguintes nomes: Aderbal Jurema, Antônio Farias, Armando Monteiro, Barros Carvalho, Carlos Wilson, Etelvino Lins, Fernando Bezerra Coelho, Humberto Costa, Jarbas Maranhão, Jarbas Vasconcelos, João Cleofas, José Jorge, Mansueto de Lavor, Marco Maciel, Marcos Freire, Nilo Coelho, Paulo Guerra, Roberto Freire, Sérgio Guerra, Wilson Campos.

## Origem dos parlamentares do estado
| Origem  | Senadores | Percentual |
| ------- | --------- | ---------- |
| PE      | 21        | 84%        |
| PB      | 02        | 8%         |
| CE      | 01        | 4%         |
| SP      | 01        | 4%         |
| Total   | 25        | 100%       |
| Fontes: |           |            |

| Origem  | Deputados | Percentual |
| ------- | --------- | ---------- |
| PE      | 170       | 86,30%     |
| PB      | 06        | 3,05%      |
| CE      | 05        | 2,54%      |
| BA      | 04        | 2,03%      |
| RJ      | 04        | 2,03%      |
| RN      | 02        | 1,01%      |
| SP      | 02        | 1,01%      |
| n/d     | 02        | 1,01%      |
| AL      | 01        | 0,51%      |
| MA      | 01        | 0,51%      |
| Total   | 197       | 100%       |
| Fontes: |           |            |